# 1520er
Portal Geschichte | Portal Biografien | Aktuelle Ereignisse | Jahreskalender | Tagesartikel

◄ |
15. Jh. |
16. Jahrhundert
| 17. Jh. | ►

◄ |
1490er |
1500er |
1510er |
1520er
| 1530er | 1540er | 1550er | ►

1520 |
1521 |
1522 |
1523 |
1524 |
1525 |
1526 |
1527 |
1528 |
1529

## Ereignisse
- 1521: Die Spanier besiegen die Azteken und zerstören Tenochtitlan.
- 1521: Reichstag zu Worms; Martin Luther beginnt im Dezember auf der Wartburg in Thüringen das Neue Testament zu übersetzen.
- 1524 bis 1526: Deutscher Bauernkrieg.
- 1526: Gründung des Mogulreiches in Indien: In der Ersten Schlacht bei Panipat besiegt Babur den letzten Sultan von Delhi Ibrahim Lodi und begründet auf dessen Boden das nordindische Mogulreich.
- 1529: Spanien und Portugal teilen sich im Vertrag von Saragossa die Welt endgültig in zwei Hemisphären auf.